# Avraham Daus
Avraham Daus, auch Abraham (* 6. Juni 1902 in Berlin; † 25. Juni 1974 in Tel Aviv) war ein israelischer Dirigent und Komponist.

## Leben
Avraham Daus war ein Sohn des Bankdirektors Alfred Daus und der Else Salomon, er hatte zwei Geschwister. Daus studierte von 1919 bis 1921 an der Berliner Hochschule für Musik bei Schmidt  Klavier und Komposition bei Eduard Behm und danach an der Musikakademie in München bei Hugo Röhr und Walter Courvoisier.
Daus hatte zwischen 1922 und 1933 als Dirigent Engagements an den Opernhäusern in Breslau, Dortmund, Krefeld und Wuppertal. Nach der Machtübergabe an die Nationalsozialisten im Deutschen Reich 1933 erhielt er ein Berufsverbot und emigrierte nach Frankreich. Daus war seit 1928 aktiver Zionist und wanderte 1936 nach Palästina aus. Daus trat 1944 in Tel Aviv mit der Kabarettistin Ruth Klinger auf, für die er schon in Deutschland komponiert hatte.
Daus arbeitete als Musiklehrer und Chordirigent und lebte in einem Kibbuz. Er heiratete in Palästina die emigrierte Kunsterzieherin und Buchillustratorin Ilse Kantor-Daus, die Schwester des Schriftstellers Friedrich Torberg. Sie haben zwei Töchter, Tamar und Tirsa.
Das Zwölfte Sonett (nach Rilke) (1968) wurde auch vom Cellisten Siegfried Palm eingespielt.